# يوسف ياكوبو
يوسف ياكوبو (بالإنجليزية: Yusif Yakubu)‏ هو لاعب كرة قدم غاني في مركز الهجوم، ولد في 4 سبتمبر 1976 في كوماسي في غانا. لعب مع نادي إيست بنغال ونادي تشرتشل براذرز ونادي سالغاوكار ونادي محمدان ونادي مومباي لكرة القدم.

## وصلات خارجية
- يوسف ياكوبو على موقع قاعدة بيانات كرة القدم.إي يو (الإنجليزية)
- يوسف ياكوبو على موقع Soccerway.com (الإنجليزية)
- يوسف ياكوبو على موقع عالم كرة القدم.نت (الإنجليزية)